# خيسوس مانويل لارا رودريغيز
خيسوس مانويل لارا رودريغيز (بالإسبانية: Jesús Manuel Lara Rodríguez)‏ هو سياسي مكسيكي، ولد في 1962، وتوفي في 19 يونيو 2010 في سيوداد خواريز في المكسيك. حزبياً، نشط في الحزب الثوري المؤسساتي.